# Cybaeolus
Genre
Synonymes
- Clitistes Simon, 1902
- Mevianes Simon, 1904

Cybaeolus est un genre d'araignées aranéomorphes de la famille des Hahniidae.

## Distribution
Les espèces de ce genre se rencontrent au Chili et en Argentine.

## Liste des espèces
Selon World Spider Catalog (version 26, 17/02/2025) :
- Cybaeolus delfini (Simon, 1904)
- Cybaeolus pusillus Simon, 1884
- Cybaeolus rastellus (Roth, 1967)

## Systématique et taxinomie
Ce genre a été décrit par  en dans les Agelenidae. Il est placé dans les Hahniidae par Lehtinen en 1967.
Mevianes a été placé en synonymie par Lehtinen en 1967.
Clitistes a été placé en synonymie par Burgo, Catley, Grismado, Dupérré, Benjamin, Hormiga, Griswold, Martínez et Ramírez en 2025.

## Publication originale
- Simon, 1884 : « Arachnides recueillis par la Mission du Cap Horn en 1882-1883. » Bulletin de la Société zoologique de France, vol. 9, p. 117-144 (texte intégral).